# Louis Partridge
Louis Partridge (Wandsworth, Londen, 3 juni 2003) is een Britse acteur en model, bekend voor zijn rol als Tewkesbury in de Netflix-films Enola Holmes en Enola Holmes 2.

## Carrière
Hij begon met acteren op zijn 12 jaar en maakte deel uit van een korte film die hem geïnteresseerd maakte in acteren.
Sinds 2016 combineert Partridge zijn werk als acteur en zijn studies in het secundair onderwijs. Nadat hij afstudeert, wil hij fulltime acteren.
Hij kreeg bekendheid door zijn rol als Piero de' Medici in de miniserie Medici: Masters of Florence. De acteur speelde ook de rol van Lord Tewksbury in de film Enola Holmes (2020). Hij werd bewonderd door zijn acteertalent, ondanks dat hij geen formele acteerstudies heeft gevolgd in de eerste grote rol van zijn carrière. Tijdens de opname van Enola Holmes raakte hij bevriend met de actrice en producent Millie Bobby Brown, slechts een paar maanden jonger dan Partridge. Partridge speelde opnieuw de rol van Lord Tewksbury voor de vervolgfilm, Enola Holmes 2 (2022).
Hij werkt aan de pre-productie van het toneelstuk Emil and the Detectives door het National Theatre geregisseerd door Bijan Sheibani. In de film The Lost Girls speelt hij Peter Pan.

## Filmografie

### Film
| jaar | Titel            | Rol               | Opmerkingen |
| ---- | ---------------- | ----------------- | ----------- |
| 2014 | Beneath Water    | Felix             | Korte film  |
| 2014 | About a Dog      | Jonge Gav         | Korte film  |
| 2015 | Pan              | Mijnwerker        |             |
| 2016 | Second Skin      | Nature boy        | Korte film  |
| 2017 | Amazon Adventure | Jonge Henry Bates |             |
| 2017 | Paddington 2     | G-Man             |             |
| 2020 | Enola Holmes     | Tewkesbury        | Hoofdrol    |
| 2021 | The Lost Girls   | Peter Pan         | Hoofdrol    |
| 2022 | Enola Holmes 2   | Tewkesbury        | Hoofdrol    |
| 2024 | Argylle          | jonge Argylle     | Hoofdrol    |

### Televisie
| Jaar | Titel                       | Rol               | Opmerkingen  |
| ---- | --------------------------- | ----------------- | ------------ |
| 2014 | Boomers                     | Alf               | 1 aflevering |
| 2019 | Medici: Masters of Florence | Piero de 'Medici' | Seizoen 3    |
| 2022 | Pistol                      | Sid Vicious       | Hoofdrol     |